# Matarangi, Ron
Matarangi là một làng thuộc tehsil Ron, huyện Gadag, bang Karnataka, Ấn Độ.